# 新竹镇
新竹镇，是中华人民共和国海南省定安县下辖的一个乡镇级行政单位。

## 行政区划
新竹镇下辖以下地区：
禄地村、新竹村、大株村、祖坡村、卜效村、白墩村和卜优村。